# Despacho del Rey (Alcázar de Madrid)

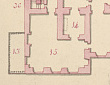
Vista del Despacho (15) en una copia del siglo XVIII del Plano de Gómez de Mora. El detalle muestra también el Oratorio (14) y la terraza hacia la Sierra de Guadarrama (13).

El Despacho del Rey (también, pieza de despacho del Rey) fue una estancia situada en el desaparecido Real Alcázar de Madrid, siendo la principal de las habitaciones de la Torre Dorada.

## Historia
El origen de la estancia se encuentra en la construcción de la Torre Dorada, por orden de Felipe II, en el tercer cuarto del siglo XVII.
Desde sus inicios la estancia sirvió como pieza de trabajo de Felipe II, y sus sucesores.

## Descripción
La estancia tenía forma de L, ocupando su ángulo noreste una pequeña estancia que hizo las funciones de alcobilla del Rey, primero, y de oratorio reservado después. Formaba parte del conjunto de habitaciones conocido como Cuarto del Rey, destinados a ser habitación del monarca.
El Despacho contaba con una pequeña terraza dando a la fachada oeste de la Torre, con vistas sobre el parque (actual Campo del Moro) y la sierra de Guadarrama.  

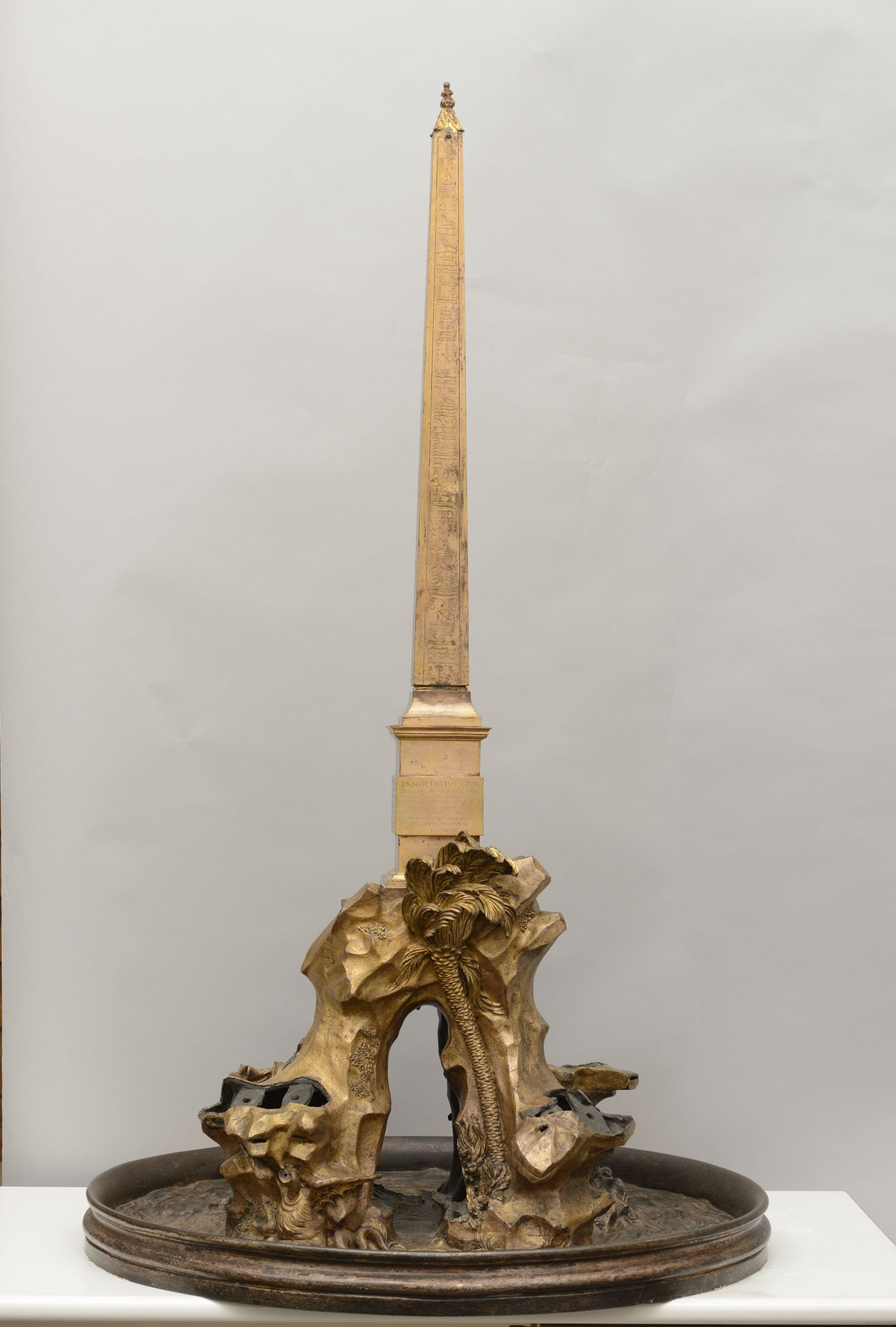
Modelo de la Fuente de los Cuatro Ríos que se encontraba en la pieza de despacho en 1666.

En 1666 el despacho albergaba el Modelo de la Fuente de los Cuatro Ríos de la Plaza Navona de Roma, obra de Bernini como miniatura previa a la construcción de la fuente.
Veinte años después, de acuerdo con el inventario de 1686, decoraba el Despacho, el conocido como Bufete de don Rodrigo Calderón, conservado hoy en el Museo del Prado.
Desde una pieza de paso en la entrada norte del Despacho se accedía a la escalera que llevaba librería o biblioteca que se encontraba en la planta alta. De acuerdo con el Inventario de 1666, esta escalera estaba decorada con diecisiete mapas de Pedro Teixeira que reflejaban ciudades y puertos de España, Francia e Italia que habían sido traídos desde la Galería del Cierzo.